# 薩圖馬雷猶太會堂

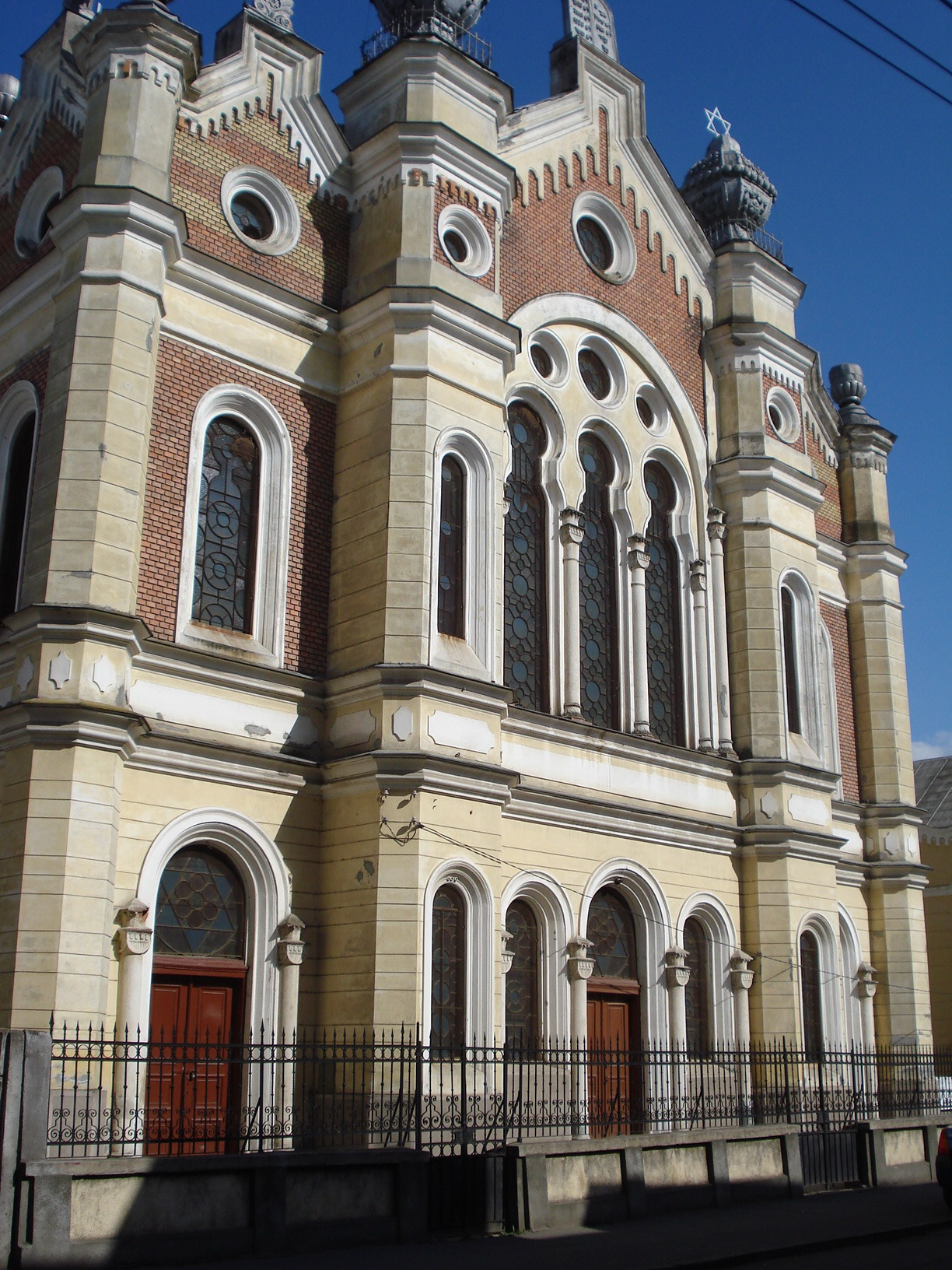
薩圖馬雷猶太會堂

薩圖馬雷猶太會堂（Satu Mare Synagogue）是羅馬尼亞城市薩圖馬雷的一座猶太會堂，建築風格為摩爾式建築。這座猶太會堂修建於19世紀後期，內有祈禱設施和聖殿。 